# Mieszanina heterogeniczna
Mieszanina heterogeniczna, mieszanina niejednorodna – mieszanina, w której poszczególne składniki, mimo że zmieszane, położone są w odrębnych obszarach, które można rozróżnić w skali mikroskopowej, np. mieszanina cukru i piasku.
O mieszaninie heterogenicznej mówimy wówczas, gdy różne składniki niektórych mieszanin można zidentyfikować gołym okiem lub korzystając z mikroskopu. Ich przykłady to różne skały spotykane w przyrodzie (np. granit), a także mieszaniny cukru i piasku, niezależnie od tego, jak dokładnie je zmieszano. Mleko, które wygląda jak substancja czysta, jest mieszaniną heterogeniczną: pod mikroskopem można dostrzec pojedyncze kulki tłuszczu.